# 빌리 선데이
윌리엄 애슐리 선데이 (William Ashley Sunday, 1862년 11월 19일 - 1935년 11월 6일)는 1880년대에 미국의 내셔널 리그 (야구)의 외야수였으며 20세기의 초에 미국에서 가장 영향력있는 복음전도자였다.

## 어린 시절
빌리 선데이는 독일의 이민자의 아들로서 미국 아이오주와 에임스 (아이오와주)에서 태어났다. 펜실베니아주 챔버스버그에 살았을 때 이름을 선데이(Sunday)로 이름을 지었다. 그러나 그가 태어난 지 5주 만에 아버지는 질병으로 죽는다. 어머니는 재혼하지만 양아버지는 가정을 돌보지 않았다.
빌리가 10살이 되었을 때, 어머니는 가정 형편이 어려워지자 빌리와 형을 고아원(Soldiers’ Orphans’ Home in Glenwood, Iowa)에 보낸다.
빌리는 고아원에서 자라면서 규칙적인 생활을 하며, 기초교육을 받게 된다. 그리고 그는 자신이 운동을 잘 한다는 사실을 발견하게 된다.
빌리는 14살이 되면서 존 스코트 대령의 농장에서 일하게 된다. 그는 거기서 안정된 생활을 하면서 스코트 대령의 도움으로 네바다 고등학교(Nevada High School)를 다닐 수 있는 기회를 얻는다. 빌리는 고등학교 졸업을 하지는 못하지만 당시로서는 다른 사람보다 더 나은 교육을 받았다..

## 야구선수
그는 1880년 아이오와주 마샬타운으로 이전하여 야구 선수가 된다. 2년 후 1882년 빌리가 속한 마샬타운 팀이 주 챔피언 팀을 이긴다. 그 후 빌리는 1883년 메이저 리그의 프로야구팀인 시카고 화이트 스타킹스(Chicago White Stockings)의 선수가 된다.
그가 전성기 때 세운 도루 기록은 오늘날에도 남아 있다. 그러나 그는 훌륭한 야구선수였지만 술에 빠져 방탕한 생활을 했다.

## 회심
1886년 어느 주일날, 빌리는 해리 먼로가 인도하는 시카고 퍼시픽 가든 미션 집회에 참석했다가 복음을 듣고 예수 그리스도를 구주와 주님으로 영접하게 된다.
그 후 빌리는 야구선수를 그만 두고 복음전도자가 된다. 그는 어린 시절 교회에 다녔을 때 목사님이 말씀하신 것을 회상하게 된다.
“매일 15분씩 말씀을 들으라(성경 읽기). 매일 15분씩 하나님과 이야기 하라(기도). 매일 15분씩 하나님에 대하여 이야기 하라(전도). 매일 15분씩 희생적인 사랑의 행동을 보이라(사랑 실천). 그러면 너는 훌륭한 하나님의 종이 될 것이다.”
그는 평생 이 말씀을 실천했다고 한다. 빌리는 1888년에 시카고 부호의 딸인 헬렌 톰슨(Helen “Nell” Thompson)과 결혼한다.
빌리 선데이(사진)는 누구보다도 열정적인 설교자였으며, 사람들이 저지르는 음주 등의 죄악들에 대해서 칼로 찌르듯 강력하게 책망하는 전도자였다.
그는 많은 반대자들로부터 “최악의 설교자”라는 혹평을 받았지만, 동시에 그를 따르는 사람들에게는 “사도 바울 이후로 가장 위대한 복음전도자”라는 극찬을 받았다.
1891년 빌리 선데이는 YMCA 전도사로 목회 전선에 뛰어들었다. 1893년부터 1895년까지 윌버 채프먼과 협력하면서 목회를 배운 그는 1896년부터 전국을 누비며 수많은 영혼을 영적으로 일깨웠다.

## 그의 메시지
1910-1920년대, 미국이 제1차 세계대전과 대공황, 근본주의와 현대주의의 논쟁으로 전에 없는 어려움을 겪고 있을 때, 빌리 선데이는 미 국민에게 하나님의 말씀을 통해 새로운 희망을 제시하였다. 그가 제시한 희망은 단순히 종교적 희망의 차원을 넘어 미국의 희망으로 자리 잡았고, 희망을 꿈꾸던 미국인들은 빌리 선데이를 열광적으로 환영했다.
그의 죄에 대한 메시지는 강력했다. “나는 죄와 싸우겠다. 발이 있는 한 죄를 차버리겠고, 주먹을 가지고 있는 한 죄를 쳐버리겠고, 머리를 가지고 있는 한 죄를 받아 버리겠고, 치아를 가지고 있는 한 죄를 물어뜯겠다. 내가 늙어서 주먹도 치아도 힘도 없다면 영광의 내 집을 들어갈 때까지 잇몸으로라도 죄를 이기겠다.”
특히 당시 미 전국에 21만 8000개의 술집이 있었고 술 문제는 국가적인 문제로 대두되었다. 빌리 선데이는 이렇게 외쳤다.
“위스키와 맥주가 그곳에 있는 것은 당연합니다. 그곳은 다름 아닌 바로 지옥입니다. 술집은 아무짝에도 쓸모가 없습니다. 여러분 금주에 동참하시지 않겠습니까? 보스턴 주민 여러분, 매사추세츠 주와 국민 여러분, 하나님의 도우심으로 그 운동에 동참하시겠다고 약속하시겠습니까? 일어서십시오. 술집은 거짓말쟁이들입니다. 술이 건강에 좋다고 하지만 사실은 병을 가져다줍니다. 번영을 약속하지만 역경을 낳습니다. 행복을 약속한다고 하지만 실제로는 불행을 가져다줍니다.”
그는 술의 악영향에 대해 조심해야 할 것을 말하며, 심지어 ”전능하신 하나님의 저주가 술집에 임할 것, 기독교와 애국이 동의어이듯 지옥과 술집도 동의어다”라는 말도 주저하지 않았다. 1907년부터 1918년까지의 부흥집회는 절정에 달했는데, 그를 통해 하나님께서 이룩하게하신 결실은 가히 경이적이었다.

## 집회
그가 방문한 3만 명 미만의 도시에서는 전체 인구의 22%가 그의 메시지를 통해 회심했고, 3만-5만 명 도시는 전체의 15%, 5만-10만 명 도시는 13%, 10만-50만 명의 도시는 9%, 50만 명 이상의 도시에서는 전체 인구의 4%가 그를 통해 예수 그리스도를 만났다.
예를 들면, 필라델피아 집회는 39,331명, 보스턴 집회는 63,484명, 뉴욕 집회에서는 98,264명, 그리고 시카고 집회에서는 49,163명이 모여 빌리 선데이를 통해 하나님의 말씀을 들었다. 1893년부터 1935년까지 공식적인 집회만 548회가 열렸고, 그를 통해 그리스도를 만난 사람은 90여만 명 정도 된다..

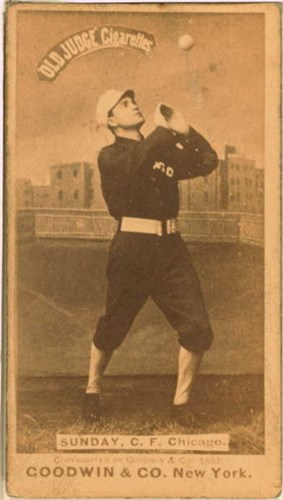
센터필드였던 빌리 선데이, 1887

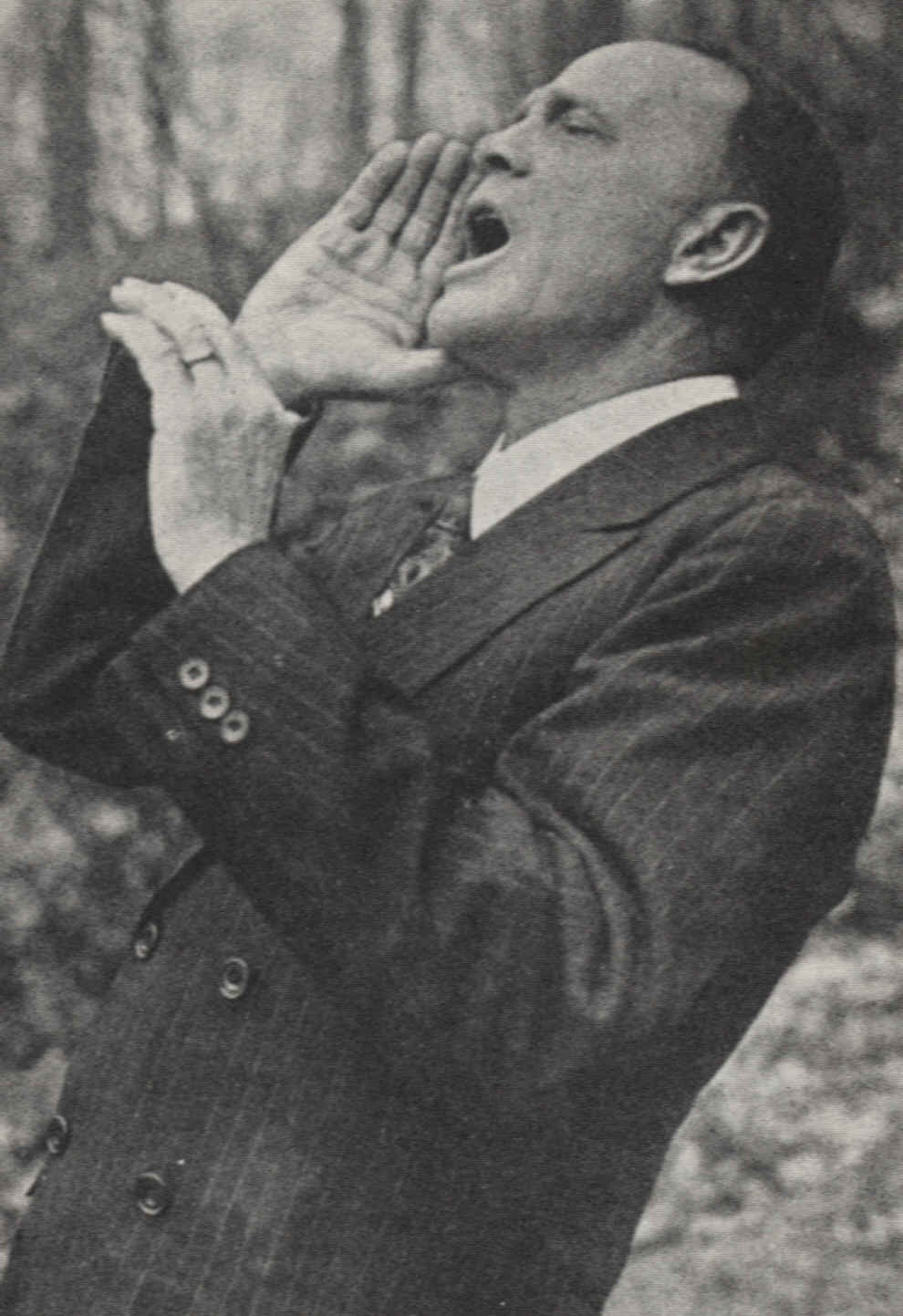
설교하는 선데이

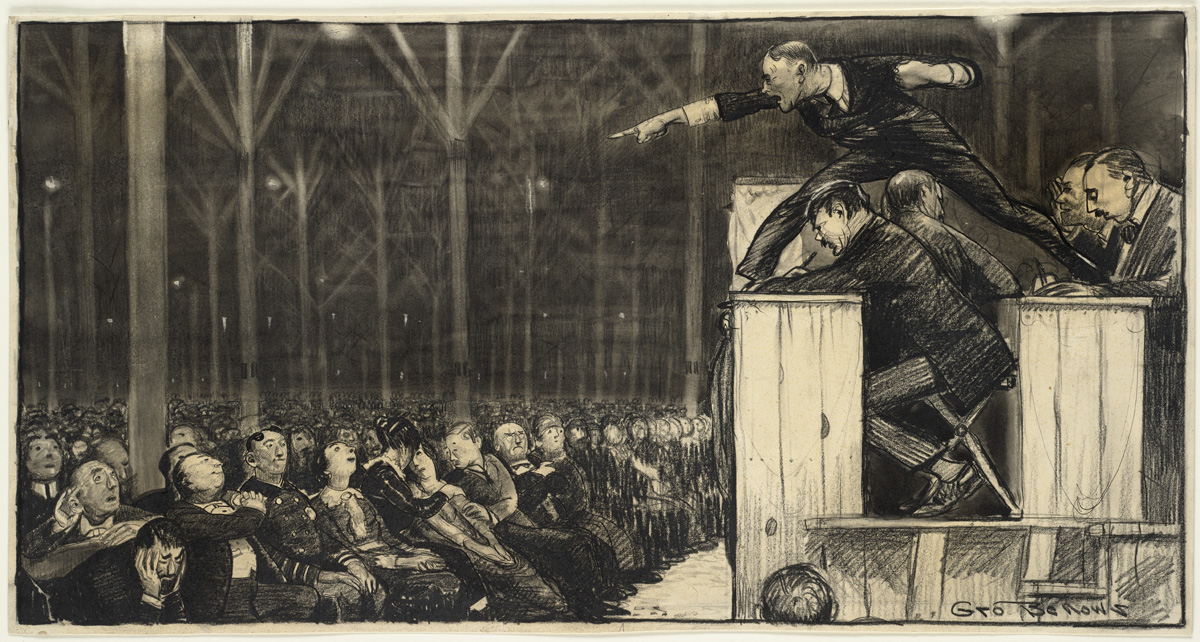
설교하는 빌리 선데이, 조지 벨로스 작품, 1915

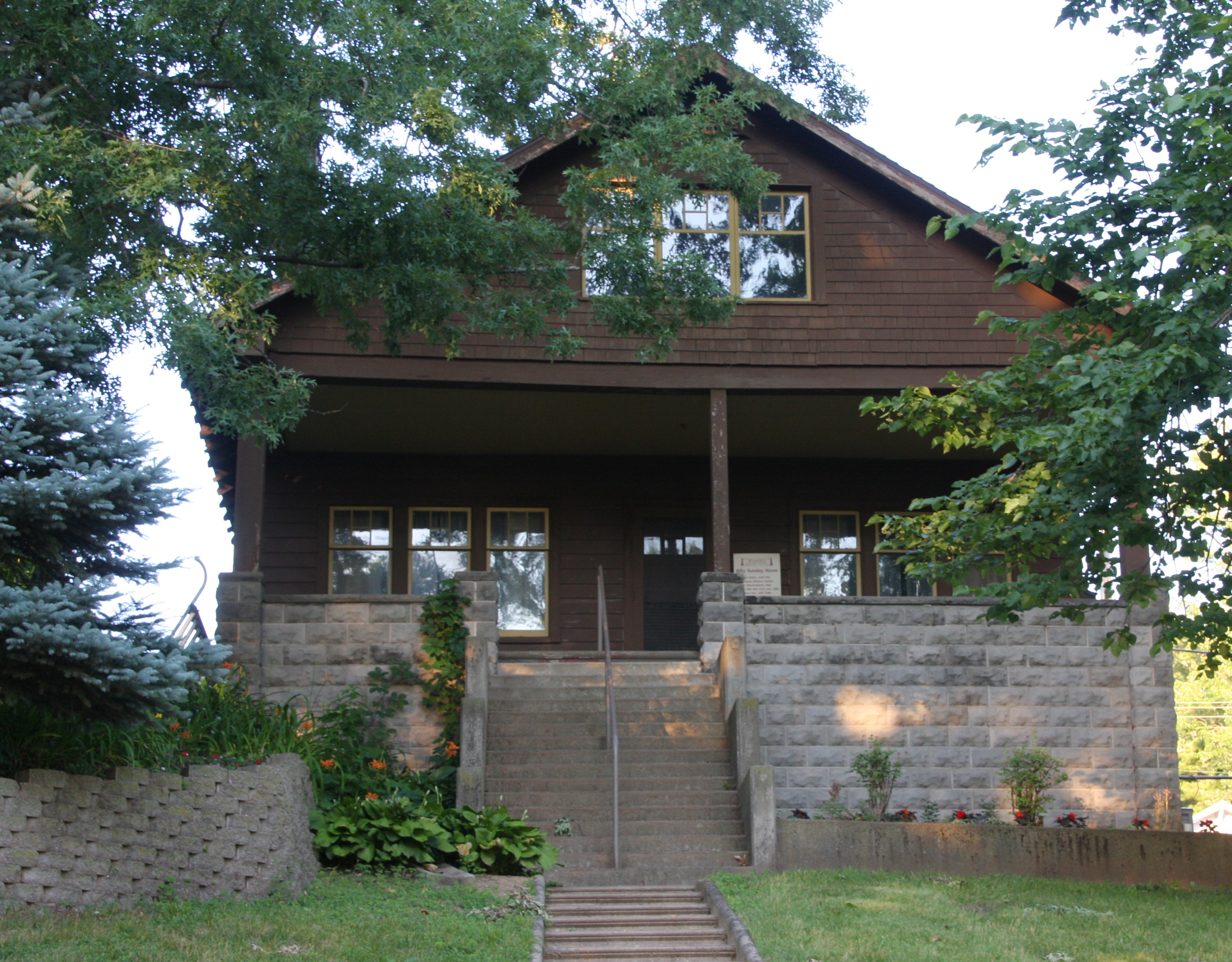
1911년 방갈로에 위노나 호수,인디애나

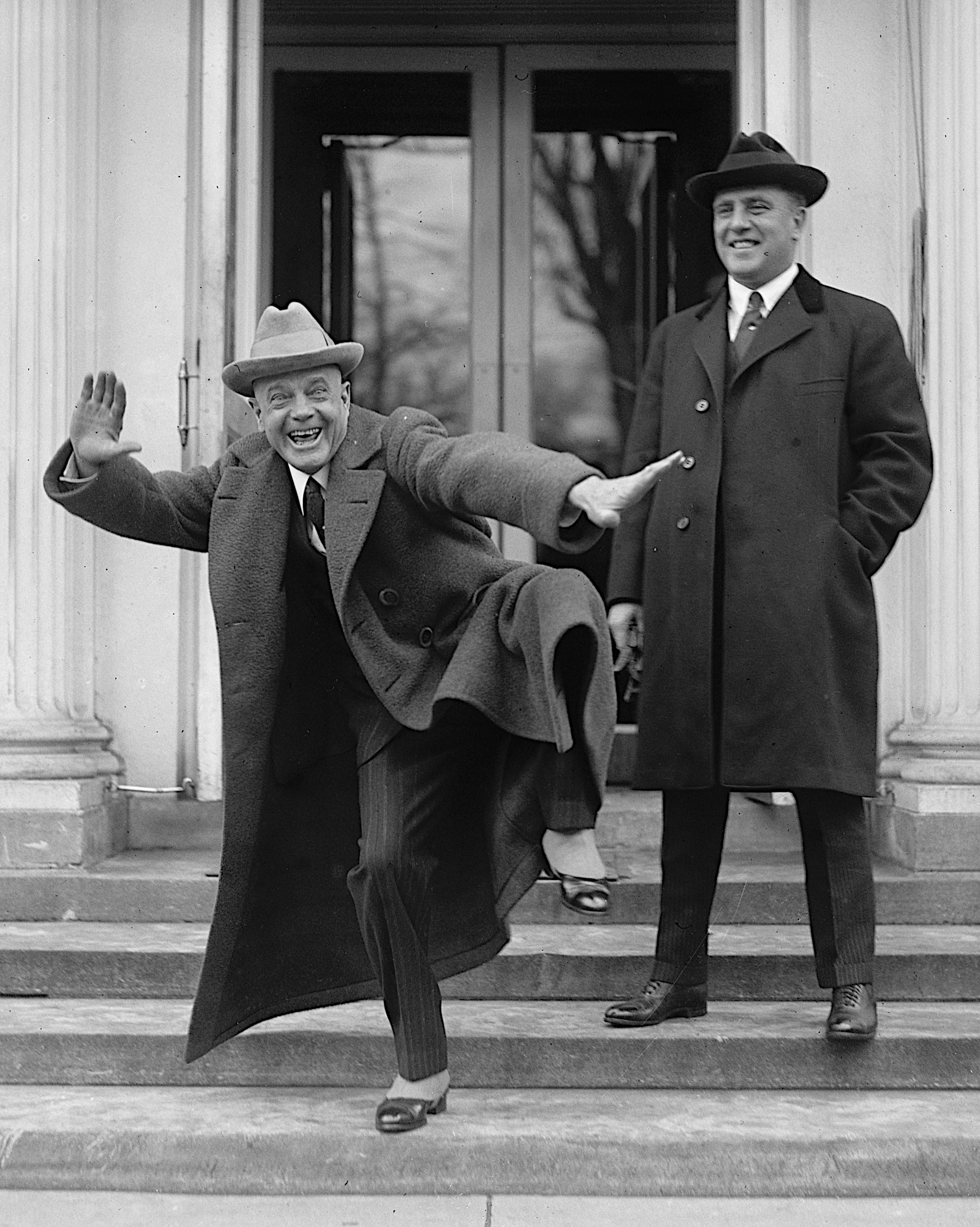
빌리 선데이, 백악관에서 1922

## 종교관
그는 근본주의적 관점에서 설교자로 사역하였다.

### 내용주
1. ↑  William G. McLoughlin, Jr., Billy Sunday Was His Real Name (Chicago: University of Chicago Press, 1955), xvii: "By 1917 he was considered by many the greatest revivalist in American history, perhaps the greatest since the days of the apostles."
2. ↑  McLoughlin, 1–3. Martin, 4–5.
3. ↑  “메시지”. 2018년 10월 13일에 원본 문서에서 보존된 문서. 2018년 10월 13일에 확인함.
4. ↑  박노자 (2010년 2월 12일). “기독교, 전쟁 전도의 역사”. 한겨레21. 2021년 11월 29일에 확인함.
5. ↑  “메시지”. 2018년 10월 13일에 원본 문서에서 보존된 문서. 2018년 10월 13일에 확인함.
6. ↑  Firstenberger, 26–29. Although preached in colloquialisms, Sunday's theology was fairly sophisticated and "orthodox in its basic ingredients". See Daniel LaRoy Anderson, "The Gospel According to Sunday", Th.D. dissertation, Dallas Theological Seminary, 199.

### 참고 문헌
- Anderson, Daniel LeRoy. "The Gospel According to Sunday", Th.D. dissertation, Dallas Theological Seminary, 1979.
- Bruns, Roger. Preacher: Billy Sunday and Big-Time American Evangelism. New York: W.W. Norton, 1992.
- Dorsett, Lyle W. Billy Sunday and the Redemption of Urban America. Grand Rapids, Michigan: W.B. Eerdmans, 1991.
- Ellis, William T. Billy Sunday: His Life and Message. Philadelphia: John C. Winston Co., 1914.
- Firstenberger, William A. In Rare Form: A Pictorial History of Baseball Evangelist Billy Sunday. Iowa City: University of Iowa Press, 2005.
- Frankenberg, Theodore Thomas. Billy Sunday: His Tabernacles and Sawdust Trails. Columbus, Ohio: F.J. Heer Printing Company, 1917.
- Giffin, Frederick C. "Billy Sunday: The Evangelist as 'Patriot.'" Social Science, vol. 48, no. 4 (Autumn 1973), pp. 216–221. in JSTOR
- Hayat, A. Cyrus. Billy Sunday and the Masculinization of American Protestantism, 1896–1935. MA thesis, Indiana University, 2008.
- Knickerbocker, Wendy. Sunday at the Ballpark: Billy Sunday's Professional Baseball Career 1883–1890. Lanham, Maryland: Scarecrow Press, 2000.
- Larson, Edward J. Summer for the Gods: The Scopes Trial and America's Continuing Debate over Science and Religion. New York: Basic Books, 1997.
- Larson, Edward J. Evolution. New York: Modern Library, 2004.
- Martin, Robert F. Hero of the Heartland: Billy Sunday and the Transformation of American Society, 1862–1935. Bloomington: Indiana University Press, 2002.
- McLoughlin, William G. Billy Sunday Was His Real Name. Chicago: University of Chicago Press, 1955.
- Nevada Community Historical Society Inc. (2003). Voices from the Past: The Story of Nevada, Iowa, Its Community and Families. Unknown press (Nevada Community Historical Society, Inc., PO Box 213, Nevada, Iowa 50201-0213; 515-382-6684)
- Rosenberg, Howard W. Cap Anson 4: Bigger Than Babe Ruth: Captain Anson of Chicago. Arlington, Virginia: Tile Books, 2006.
- Sunday, Billy. The Sawdust Trail: Billy Sunday in His Own Words. Iowa City: University of Iowa Press, 2005.
- Sunday, Nell. "Ma" Sunday Still Speaks. Winona Lake, Indiana: Winona Lake Christian Assembly, 1957.